# Couvent des Capucins de Sortino
Le couvent des Capucins, avec l'église attenante, est un complexe religieux situé à Sortino dans la province de Syracuse, en Italie.

## Histoire
Le couvent a été fondé en 1556. Presque totalement détruit par le tremblement de terre de 1693, il a été reconstruit, agrandi et complété en 1748, grâce aux contributions des fidèles et de la noble famille des Gaetani, princes de Cassaro et marquis de Sortino . À partir de 1764, le couvent fut le siège du noviciat.
Avec la suppression des ordres religieux (1866), l'ensemble de la structure conventuelle (couvent, église et forêt) devient propriété de l'État. Le complexe fut racheté par les frères en 1879, grâce au travail de la Capucin P. Eugenio Scamporlino (Ministre provincial de l'époque) et fut le siège du seul noviciat de Sicile, accueillant également des novices de Naples, Bari et Malte. Parmi les novices, a vécu et est mort ici le serviteur de Dieu Frere Joseph Marie de Palerme, dont le procès de béatification et de canonisation est actuellement en cours.
Dans les années 1960, le couvent était le siège du studentat interprovincial en théologie et dans les années 1990, le post-noviciat interprovincial.

## Description
Avec son architecture sobre et discrète, selon les canons de la simplicité franciscaine, le couvent s'articule autour d'un grand cloître. 
L'église, à nef unique, avec deux chapelles latérales, dédiée à la Vierge
Douloureuse, conserve à l'intérieur une œuvre de grande valeur: le tabernacle en bois réalisé par le capucin fra Angelo Gagliano da Mazzarino (1743 - 1809). L'œuvre a été construite en 18 ans de travail et est composée de panneaux uniques, en bois d'abricot, de rose, de figuier de Barbarie et de détails en ivoire et nacre. Dans la partie inférieure un précieux frontal, en cuir martelé, orne l'autel.
Le retable principal, datant du siècle. XVIII, par un artiste inconnu, représente Jésus sous la croix et sa rencontre avec la Mère. Sur les côtés, les peintures des archanges Michel et Raphaël, au-dessous desquelles se trouvent deux autres toiles plus petites, représentant la Nativité de Jésus et la Nativité de Jean-Baptiste (par un artiste inconnu, datant du XVIIIe siècle). Le tout dans un cadre en bois, œuvre des frères ébénistes du XVIIIe siècle.
Parmi les œuvres d'art conservées dans le couvent de Sortino, méritent d'être mentionnées: la statue en marbre de Saint Antoine de Padoue, de style Gaginesque, datant de 1527 et une toile représentant le Martyre de San Sebastiano (XVIIe siècle), de l'école du Caravage.
Le couvent possède également une précieuse bibliothèque qui compte 14630 volumes. Parmi les volumes de la collection antique figurent: 20 manuscrits précieux, quelques incunables,196 du XVIe siècle et des milliers de textes des XVIIe, XVIIIe et XIXe siècles.